# NGC 2810
NGC 2810 је елиптична галаксија у сазвежђу Велики медвед која се налази на NGC листи објеката дубоког неба.
Деклинација објекта је + 71° 50' 38" а ректасцензија 9h 22m 4,5s. Привидна величина (магнитуда) објекта NGC 2810 износи 12,2 а фотографска магнитуда 13,2. Налази се на удаљености од 51,281 милиона парсека од Сунца. NGC 2810 је још познат и под ознакама NGC 2810A, UGC 4954, MCG 12-9-42, CGCG 332-45, PGC 26514.